# Høgeskæg
Høgeskæg (Crepis) er en planteslægt med omkring 200 arter. 

## Arter
Herunder ses nogle af arterne i slægten. De fem første er vildtvoksende i Danmark:
- Afbidt høgeskæg (Crepis praemorsa)
- Grøn høgeskæg (Crepis capillaris)
- Kærhøgeskæg (Crepis paludosa) Ørneøje
- Taghøgeskæg (Crepis tectorum)
- Toårig høgeskæg (Crepis biennis)
- Fransk høgeskæg (Crepis nicaeensis)
- Sibirisk høgeskæg (Crepis multicaulis)